# ロシア・プロレタリア作家協会

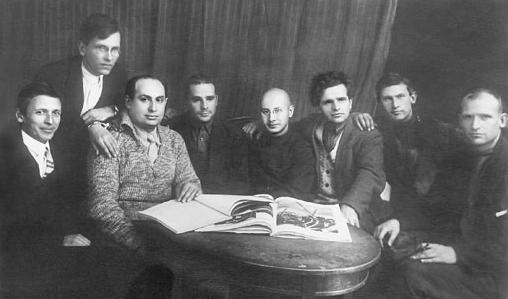
ラップの幹部の集合写真（1920年代後半）。キルション（左から4番目）、アヴェルバフ（中央）、ファジェーエフ（右から2番目）

ロシア・プロレタリア作家協会（ロシア・プロレタリアさっかきょうかい、ロシア語: Российская ассоциация пролетарских писателей:РАПП、英語: Russian Association of Proletarian Writers）は、1925年1月に結成されたソビエト連邦の文学団体である。ロシア語の頭文字略称から、ラップとも呼ばれる。ロシア・プロレタリア作家同盟、ロシア・プロレタリア作家連盟と訳されることもある。創設者及び総書記のレオポリド・アヴェルバフ、ウラジーミル・キルション、アレクサンドル・ファジェーエフらが属していた。
1920年に設立された全ロシア･プロレタリア作家協会（ru:Всероссийская ассоциация пролетарских писателей;ВАПП、ワップ）を前身とする。理論機関誌『ラップ』、隔週批評誌『文学哨所』。名称とは裏腹に、幹部の多くは非プロレタリアだったとされる。
総書記のアヴェルバフを中心に、スターリンの尖兵としてロシア・アヴァンギャルドなどの作家を「非ソ連的」として激しく攻撃し、結果としてエヴゲーニイ・ザミャーチンらは亡命に追い込まれ、ウラジーミル・マヤコフスキーは追い詰められて自殺するに至った。
1932年4月のソビエト連邦共産党中央委員会決議により、ソビエト政権を支持する全作家は単一組織に再編成されることとされて、ラップは未来派系のレフ(LEF、芸術左翼戦線）や同伴者系の全ロシア作家同盟などさまざまな傾向の文学団体と同様に解散した。その後1934年8月第1回全ソ作家大会が開かれ、ソビエト連邦作家同盟が発足することとなった。  
その後、大粛清によりアヴェルバフ、キルションら元主要幹部が処刑された。アヴェルバフはNKVD長官だったゲンリフ・ヤーゴダの義弟であり、敵対者に対する過激な言説がスターリンの不興を買ったことが破滅の要因と目されている。ファジェーエフら生き残った元幹部はソビエト連邦作家同盟の一員として活動を続けることができた。